# Lilea
Lilea (griechisch Λιλαία (f. sg.)) ist ein Dorf im Gemeindebezirk Parnassos der griechischen Gemeinde Delfi. Der Ort liegt in der Kifisosebene am Fuße des Parnass und hat 195 Einwohner (2021) und bildet gleichzeitig eine Dimotiki Kinotita (Δημοτική Κοινότητα). Bis 1920 hieß der Ort Kato Agoriani (Κάτω Αγόριανη). Danach wurde er nach dem antiken Lilaia, dessen Ruinen sich etwa ein Kilometer südöstlich befinden, umbenannt. In der Nähe des Ortes befinden sich auch die Quellen des Kifisos.
Im Oktober 1943 brachten Freiheitskämpfer der ELAS einen verletzten amerikanischen Piloten nach Lilea. Deutsche Truppen verübten deshalb einen schweren Vergeltungsschlag. Sie verbrannten 150 der 160 Häuser und richteten elf Zivilisten hin.
| 1928 | 1940 | 1951 | 1961 | 1971 | 1981 | 1991 | 2001 | 2011 | 2021 |
| ---- | ---- | ---- | ---- | ---- | ---- | ---- | ---- | ---- | ---- |
| 678  | 730  | 664  | 589  | 463  | 496  | 459  | 342  | 332  | 195  |